# Менгли II Герай
Менгли́ II Гера́й (Гире́й) (крым. II Meñli Geray, ٢ منكلى كراى‎; 1678—1740) — крымский хан в 1724—1730 и 1737—1740 годах из династии Гераев. Сын крымского хана Селима I Герая.

## Биография
Был нуреддином при Газы III Герае (1704—1707) и калгою при Каплане I Герае (1707—1708, 1713—1715).
В первое правление Менгли II назначил калгой Сафу Герая, а нурэддином — своего брата Селямета Герая. Вскоре Менгли II Герай отстранил от должности калгу Сафу Герая и добился его ссылки. Новым калгой был назначен Адиль Герай, младший брат Менгли II. Однако через некоторое время хан отстранил от должности и нового калгу. Во второе правление Менгли II Герай назначил калгой своего брата Селямета Герая, а нурэддином — Салиха Герая, сына хана Саадета IV Герая. После смерти Салиха Герая новым нурэддином был назначен Халим Герай, другой сын Саадета IV.
Главной задачей Менгли II после его восхождения на трон было усмирение знати и укрепление своей власти. Менгли Герай прикинулся ласковым к своим противникам и несколько месяцев не предпринимал никаких действий. При первой возможности наиболее склонных к бунтам он направил из страны в персидский поход и попытался схватить тех, кто остался, однако большинству из них удалось бежать из Крымского ханства. Османские командиры по просьбе Менгли II ликвидировали ту группу мятежников, что прибыла на персидскую кампанию.
Менгли II обратился к другому очагу напряжённости — Буджаку. Тамошние ногайцы вскоре тоже были приведены к покорности.
Большинство крымчан поддерживали правителя, остановившего многолетнюю смуту в стране, а также облегчившего повинности и отменившего некоторые налоги.
После дворцового переворота в Стамбуле противники Менгли II при султанском дворе смогли добиться у нового султана Махмуда I отставки хана.
Повторно назначен ханом во время глубокого кризиса, вызванного русским вторжением и неспособностью двух его предшественников эффективно противостоять им.
В 1737 году во время Русско-австрийско-турецкой войны, 11 февраля, крымский хан Мегли-Гирей со своим войском, в 100 000 татар, перешел Днепр по льду выше Переволочны и, уничтожил на Украинской линии небольшой отряд в 100 человек генерал-майора Ю. Ф. Лесли, который погиб. Хан двинулся к Полтаве, но, встревоженный известием о движении русских войск ему навстречу, переправился обратно за Днепр.
Менгли II Герай умело организовал оборону и при третьей попытке русских занять Крым отразил её у Перекопа. Хан шёл следом за отступавшими, постоянно тревожа их своими нападениями, и нанёс немалый урон.
Менгли II Герай отличался склонностью к литературе и теологии. Был членом суфийского ордена. Жертвовал средства на постройку мечетей, текие и медресе в Крыму, Буджаке и Турции.
Умер в Бахчисарае в первые дни 1740 года.